# Coppa Italia 2022-2023 (pallavolo femminile)
La Coppa Italia 2022-2023, 45ª edizione della coppa nazionale di pallavolo femminile, si è svolta dal 25 al 29 gennaio 2023: al torneo hanno partecipato otto squadre di club italiane e la vittoria finale è andata per la quinta volta, la quarta consecutiva, all'Imoco.

## Formula
La formula ha previsto quarti di finale, semifinali e finale, giocate in gara unica.

## Squadre partecipanti
| Squadra         | Qualificazione                          |
| --------------- | --------------------------------------- |
| AGIL            | 4ª al girone di andata Serie A1 2022-23 |
| Bergamo 1991    | 7ª al girone di andata Serie A1 2022-23 |
| Casalmaggiore   | 6ª al girone di andata Serie A1 2022-23 |
| Chieri '76      | 5ª al girone di andata Serie A1 2022-23 |
| Cuneo Granda    | 8ª al girone di andata Serie A1 2022-23 |
| Imoco           | 1ª al girone di andata Serie A1 2022-23 |
| Pro Victoria    | 3ª al girone di andata Serie A1 2022-23 |
| Savino Del Bene | 2ª al girone di andata Serie A1 2022-23 |

## Torneo

### Tabellone
|  | Quarti di finale | Quarti di finale | Quarti di finale |              |   | Semifinali   | Semifinali | Semifinali |  |  | Finale | Finale | Finale |  |
|  |                  |                  |                  |              |   |              |            |            |  |  |        |        |        |  |
|  | 1                | Imoco            | 3                |              |   |              |            |            |  |  |        |        |        |  |
|  | 1                | Imoco            | 3                |              |   |              |            |            |  |  |        |        |        |  |
|  | 8                | Cuneo Granda     | 0                |              |   |              |            |            |  |  |        |        |        |  |
|  | 8                | Cuneo Granda     | 0                |              | 1 | Imoco        | 3          |            |  |  |        |        |        |  |
|  |                  |                  |                  |              | 1 | Imoco        | 3          |            |  |  |        |        |        |  |
|  |                  |                  | 4                | AGIL         | 1 |              |            |            |  |  |        |        |        |  |
|  | 4                | AGIL             | 4                | AGIL         | 1 | 3            |            |            |  |  |        |        |        |  |
|  | 4                | AGIL             |                  |              |   |              |            |            |  |  |        |        |        |  |
|  | 5                | Chieri '76       | 1                |              |   |              |            |            |  |  |        |        |        |  |
|  | 5                | Chieri '76       | 1                |              | 1 | Imoco        | 3          |            |  |  |        |        |        |  |
|  |                  |                  |                  |              |   |              |            |            |  |  |        |        |        |  |
|  |                  |                  | 3                | Pro Victoria | 0 |              |            |            |  |  |        |        |        |  |
|  | 2                | Savino Del Bene  | 3                | Pro Victoria | 0 | 2            |            |            |  |  |        |        |        |  |
|  | 2                | Savino Del Bene  |                  |              |   |              |            |            |  |  |        |        |        |  |
|  | 7                | Bergamo 1991     | 3                |              |   |              |            |            |  |  |        |        |        |  |
|  | 7                | Bergamo 1991     | 3                |              | 7 | Bergamo 1991 | 0          |            |  |  |        |        |        |  |
|  |                  |                  |                  |              | 7 | Bergamo 1991 | 0          |            |  |  |        |        |        |  |
|  |                  |                  | 3                | Pro Victoria | 3 |              |            |            |  |  |        |        |        |  |
|  | 3                | Pro Victoria     | 3                | Pro Victoria | 3 | 3            |            |            |  |  |        |        |        |  |
|  | 3                | Pro Victoria     |                  |              |   |              |            |            |  |  |        |        |        |  |
|  | 6                | Casalmaggiore    | 0                |              |   |              |            |            |  |  |        |        |        |  |

### Risultati

#### Quarti di finale
| 24 gennaio 2023 PalaVerde, Villorba Durata: 1h:09 - Spettatori: 2 330           | Imoco           | 3 - 0 | Cuneo Granda  | 25-12, 25-19, 25-12               |
| 25 gennaio 2023 PalaTerdoppio, Novara Durata: 1h:37 - Spettatori: 1 800         | AGIL            | 3 - 1 | Chieri '76    | 25-19, 25-23, 23-25, 27-25        |
| 25 gennaio 2023 PalaWanny, Firenze Durata: 2h:04 - Spettatori: 632              | Savino Del Bene | 2 - 3 | Bergamo 1991  | 25-20, 22-25, 25-15, 23-25, 13-15 |
| 25 gennaio 2023 Palazzetto dello Sport, Monza Durata: 1h:22 - Spettatori: 2 138 | Pro Victoria    | 3 - 0 | Casalmaggiore | 25-23, 28-26, 25-16               |

#### Semifinali
| 28 gennaio 2023 Unipol Arena, Casalecchio di Reno Durata: 1h:49 - Spettatori: 4 260 | Imoco        | 3 - 1 | AGIL         | 25-21, 25-22, 18-25, 25-23 |
| 28 gennaio 2023 Unipol Arena, Casalecchio di Reno Durata: 1h:08 - Spettatori: 4 260 | Bergamo 1991 | 0 - 3 | Pro Victoria | 17-25, 21-25, 15-25        |

#### Finale
| 29 gennaio 2023 Unipol Arena, Casalecchio di Reno Durata: 1h:13 - Spettatori: 7 800 | Imoco | 3 - 0 | Pro Victoria | 25-17, 25-23, 25-19 |